# Битка при Пловдив (1208)
Вижте пояснителната страница за други значения на Битка при Пловдив.
Битката при Пловдив се състои на 1 август 1208 г. в околностите на Пловдив между армията на Втората българска държава и рицарите на Латинската империя, които в крайна сметка побеждават.

## Битка
През пролетта на 1208 г. цар Борил решава, че вътрешната ситуация в България се е успокоила и обръща вниманието си към външната политика. Изглежда, че той подкрепя политиката на предшественика си Калоян и продължава войната срещу Латинската империя. Българската армия навлиза в Тракия и побеждава рицарите в битката при Боруй. Император Хенрих Фландърски се изтегля към Пловдив. Вдъхновен от победата, Борил напредва на юг и на 1 август 1208 година среща латинска армия. Според Анри дьо Валансиен българите били 33 000 души разделени в 36 отряда, а латините имали 15 отряда от по 20 рицаря, а в императорския – 50. Борил опитва да приложи същата тактика, която Калоян използва в Битката при Одрин – да примами с леката куманска кавалерия тежко въоръжените рицари в засада. Поучени от горчивия опит при Одрин, рицарите този път запазват бойният си ред. Император Хенрих не допуска повторно подобна грешка и вместо това рицарите водени от Пиер дьо Брашьо и Никола дьо Майи атакуват личното отделение на царя. Битката била жестока и кръвопролитна, много скоро благодарение на солидното си въоръжение рицарите взели надмощие и започнали да притискат българите. Борил бяга от пряко сражение и оттегля войската си в прохода Св. Никола, в околностите на с. Турия.